# Террі Мак-Лафлін
Террі Мак-Лафлін (англ. Terry McLaughlin, 24 липня 1956) — канадський яхтсмен.
Срібний призер Олімпійських Ігор 1984 року в класі Летючий голандець.
Срібний призер Панамериканських ігор 2015 року в класі J/24.